# Église de la Sainte-Croix de Séville
L'église de la Sainte-Croix (espagnol : iglesia de Santa Cruz) est un édifice religieux catholique situé à Séville, en Espagne. Terminé au XVIIIe siècle, il est, entre le XVIIe siècle et le XIXe siècle, l'église du couvent de l'Esprit-Saint, des Clercs réguliers. Aujourd'hui elle est le siège de la paroisse du même nom.
Elle est située rue Mateos Gago du quartier de Santa Cruz de Séville. Elle est le siège de la Fraternité de la Sainte-Croix.

## Description

### Extérieur
La façade principale, de la rue Mateos Gago, était inachevée depuis le XVIIIe siècle. Elle a été terminée, en style néo-baroque, par Juan Talavera et Heredia entre 1926 et 1929.

#### Nef de l'Évangile

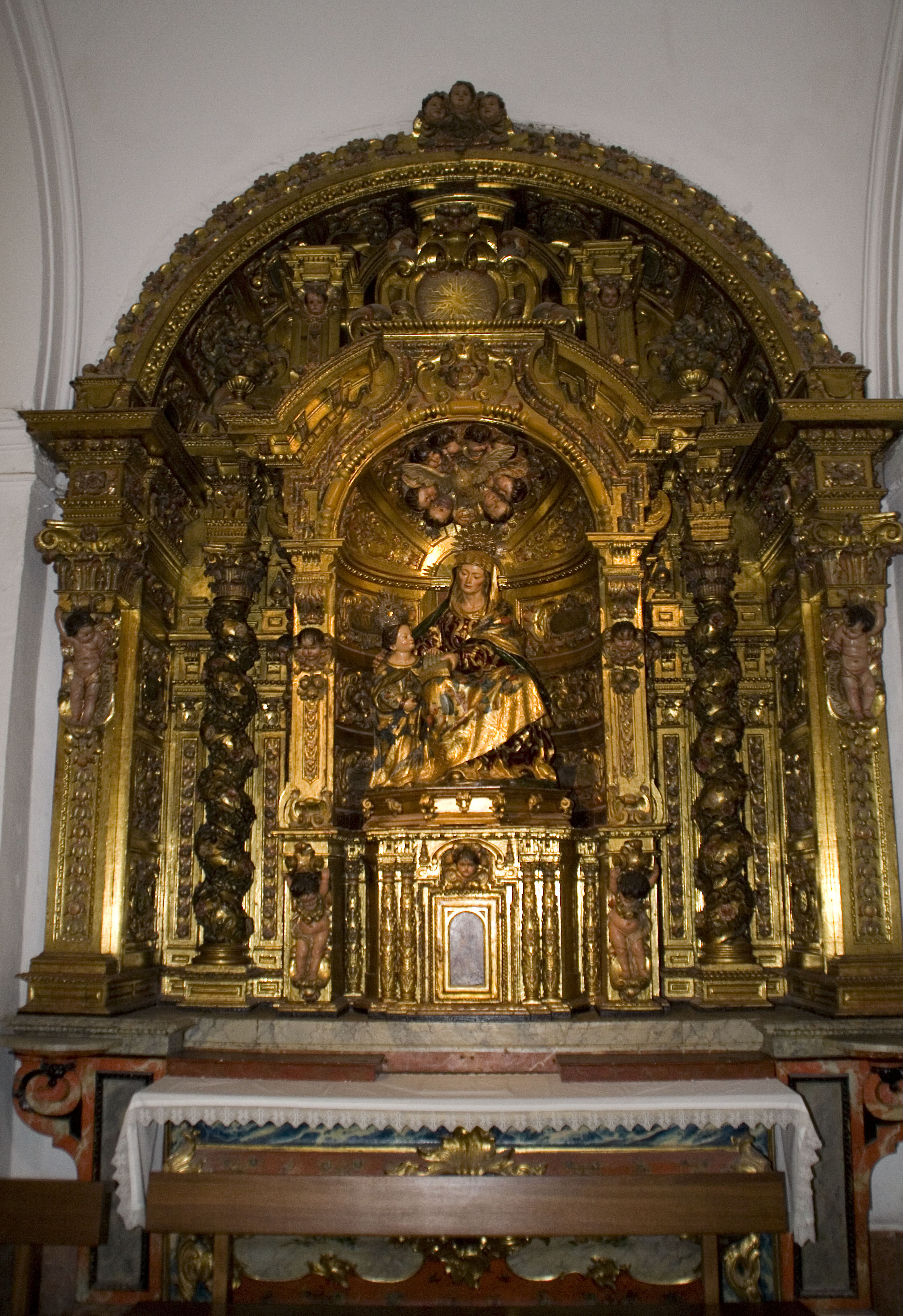
Retable de Santa Ana.
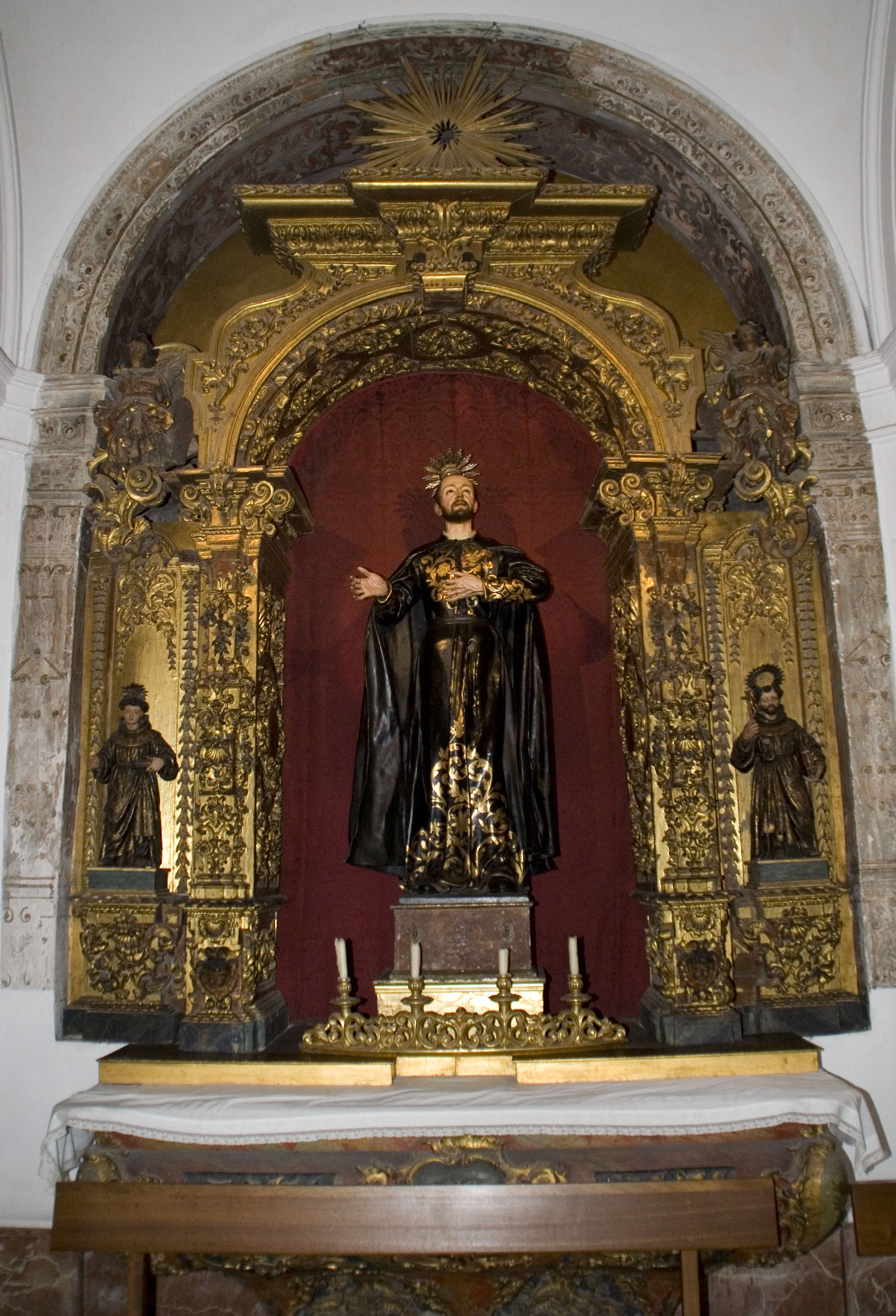
Retable de San Francisco Caracciolo.
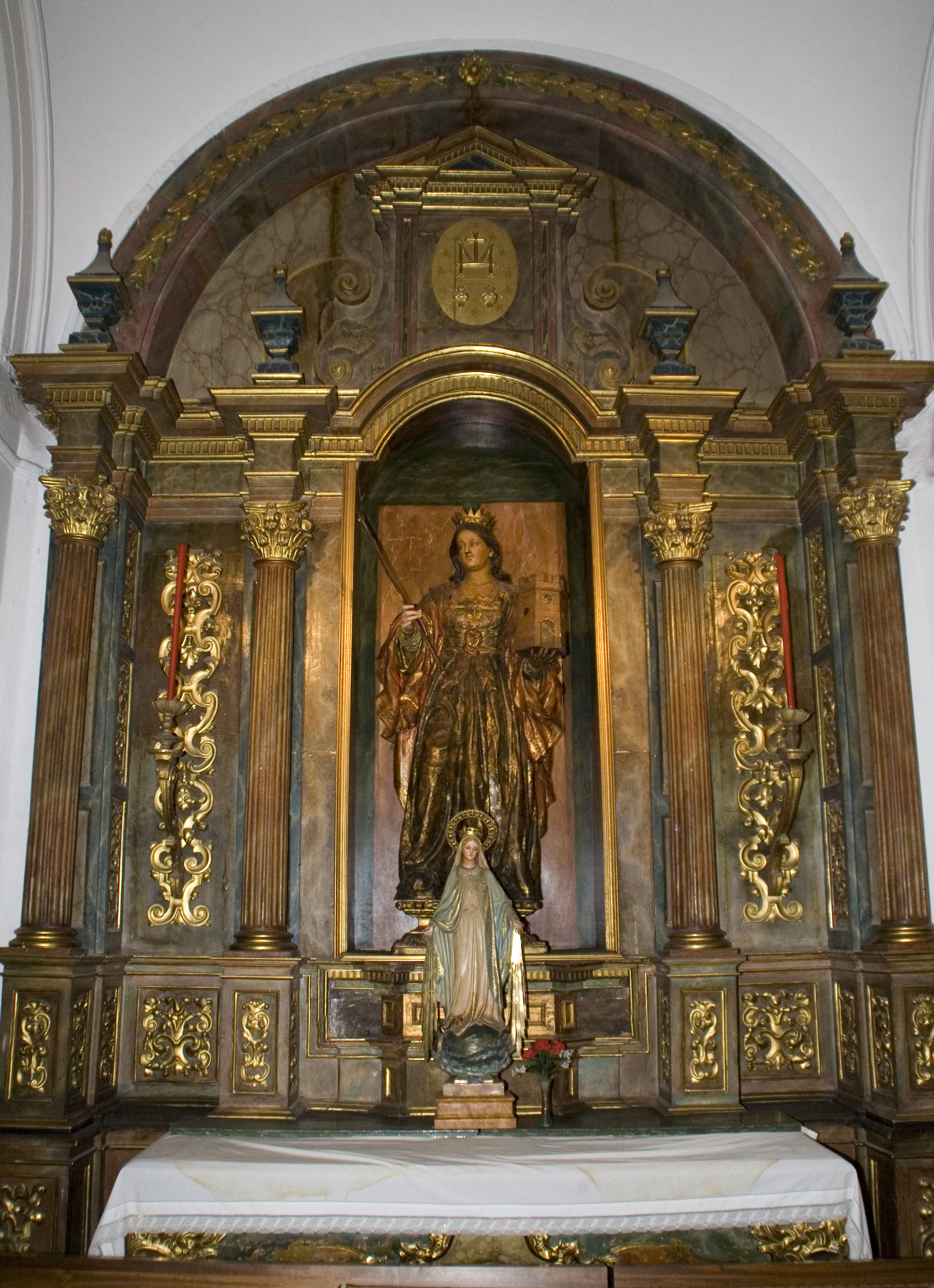
Retable de Santa Bárbara.
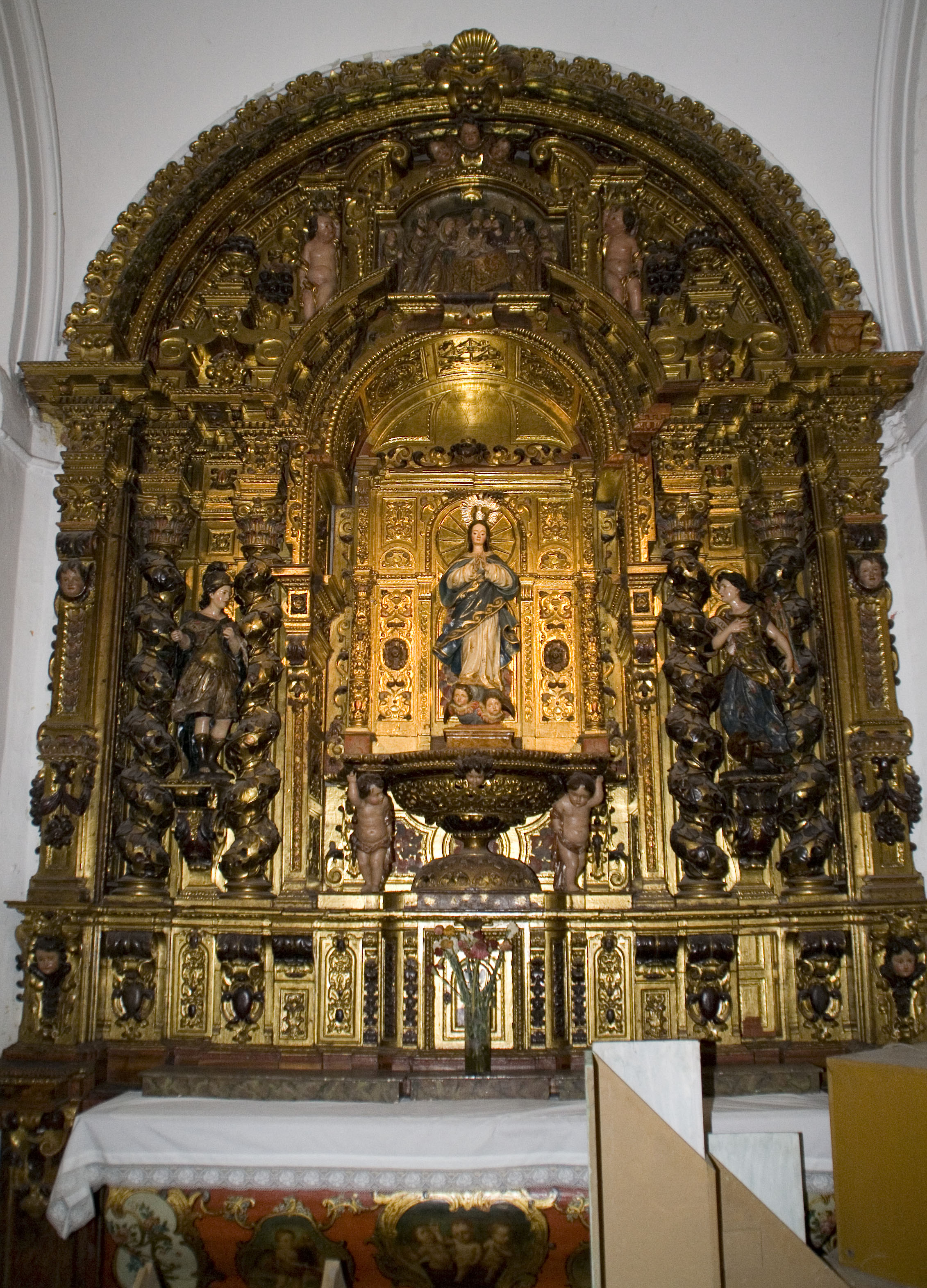
Retable de la Inmaculada Concepción.

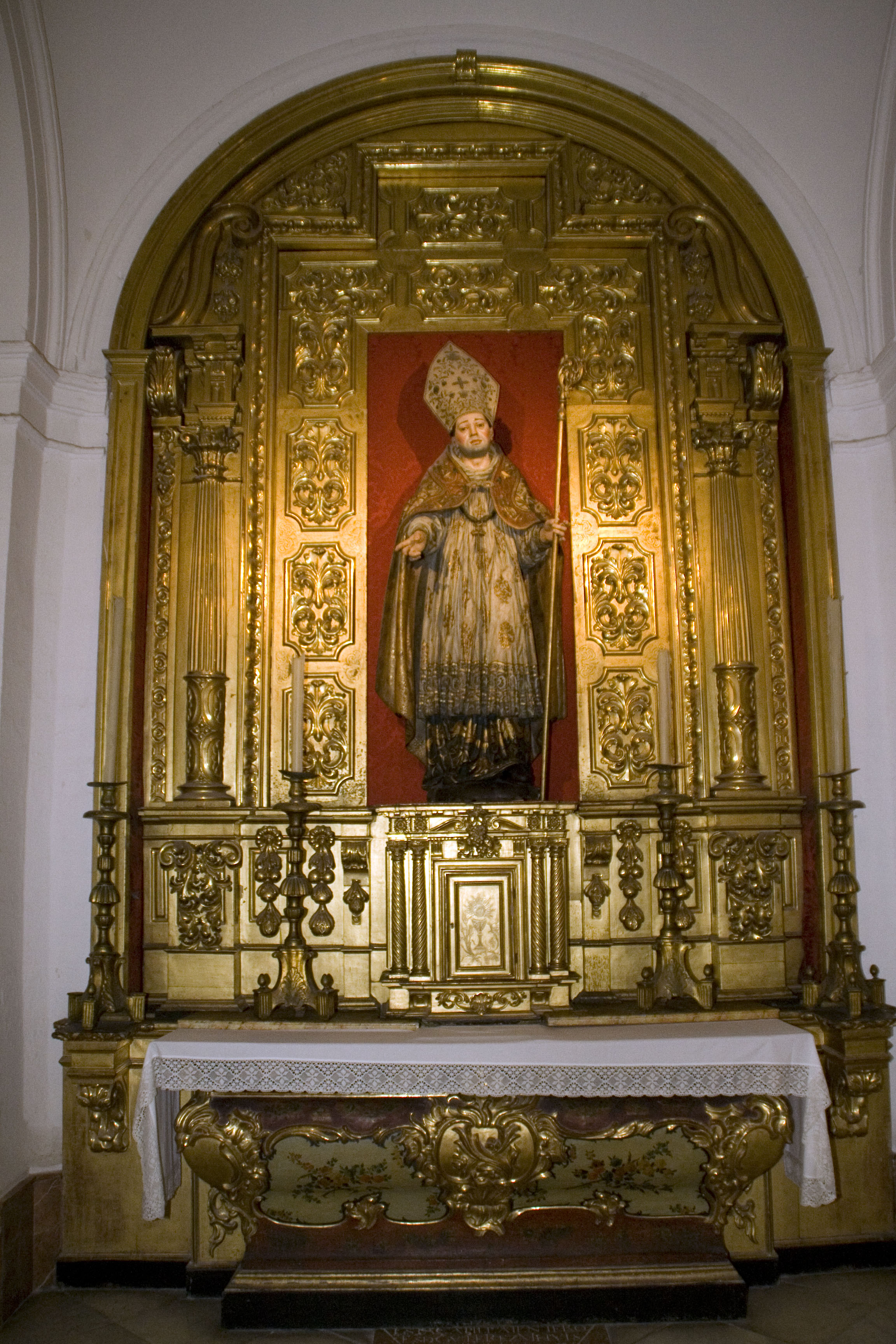
Retable de San Eloy.
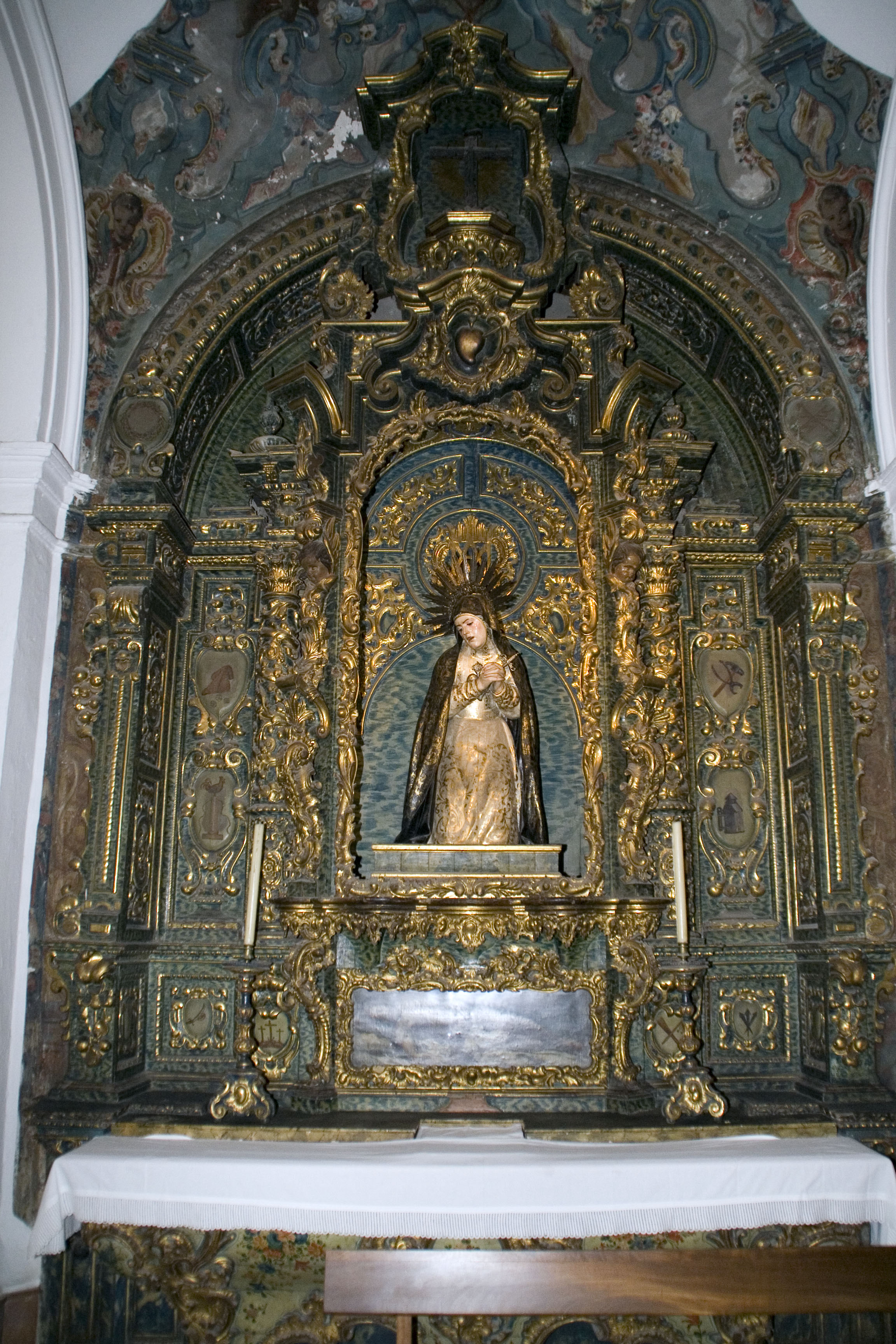
Retable de la Virgen del Mayor Dolor.
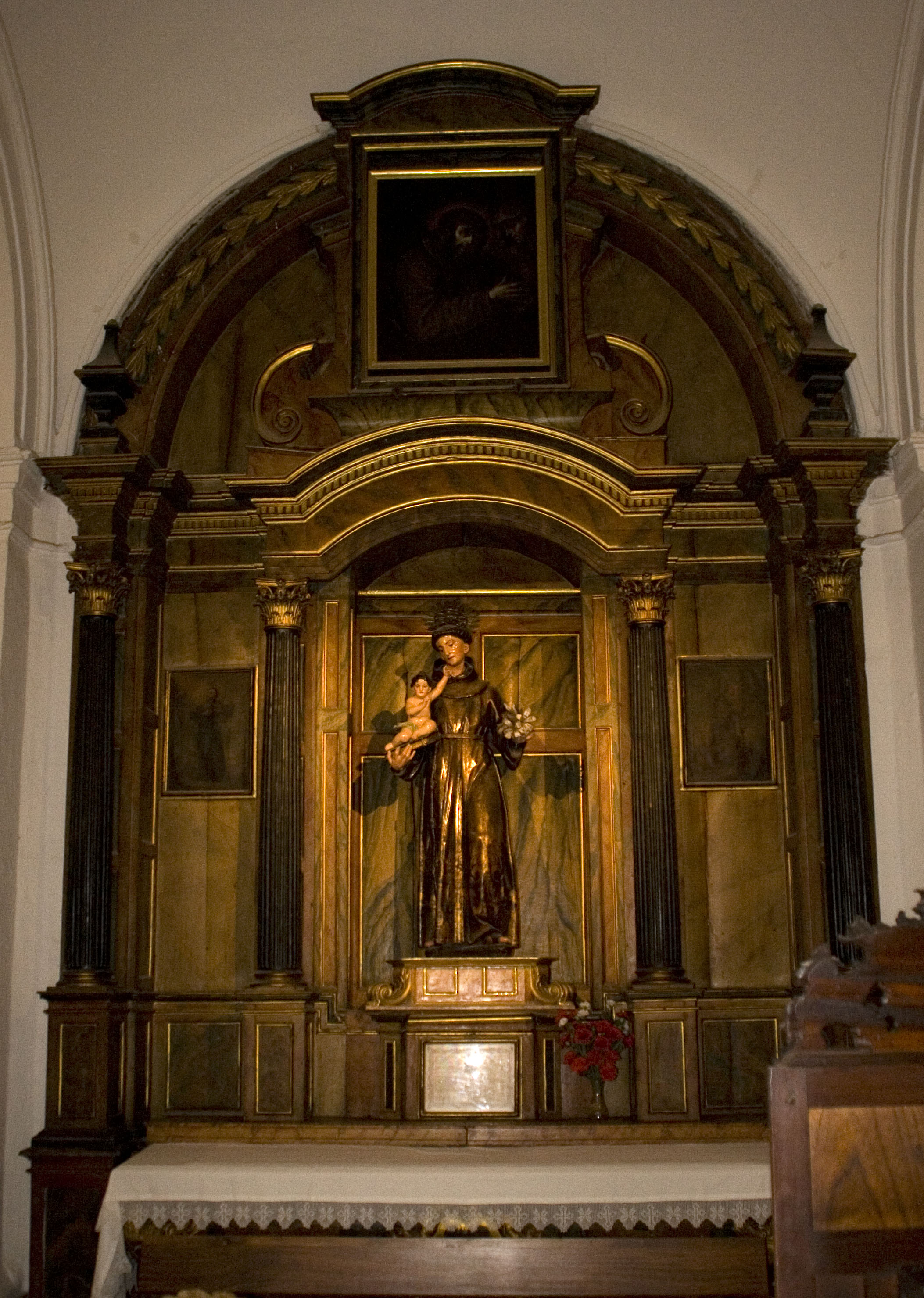
Retable de San Francisco.
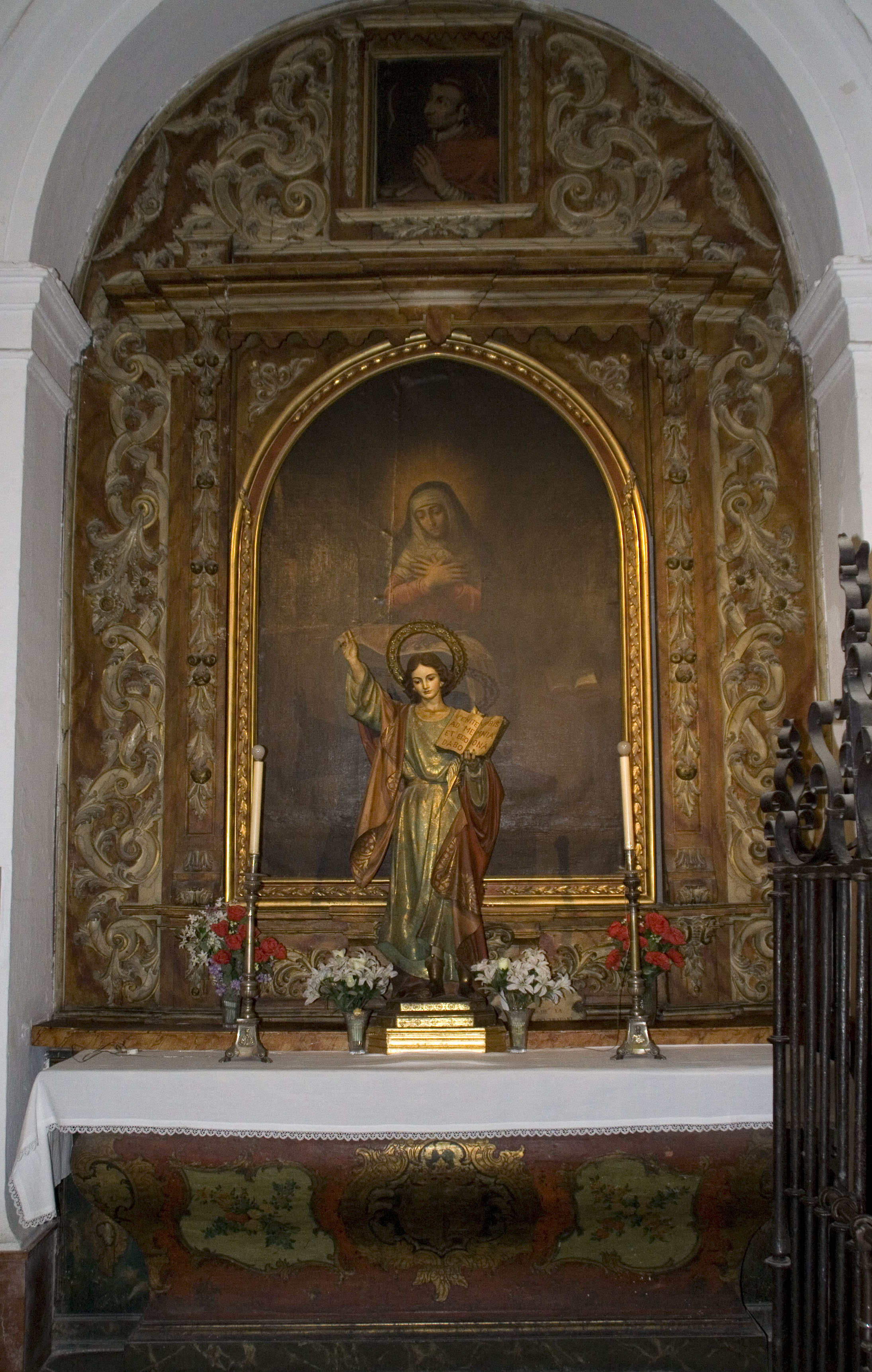
Retable de la Virgen de la Soledad.

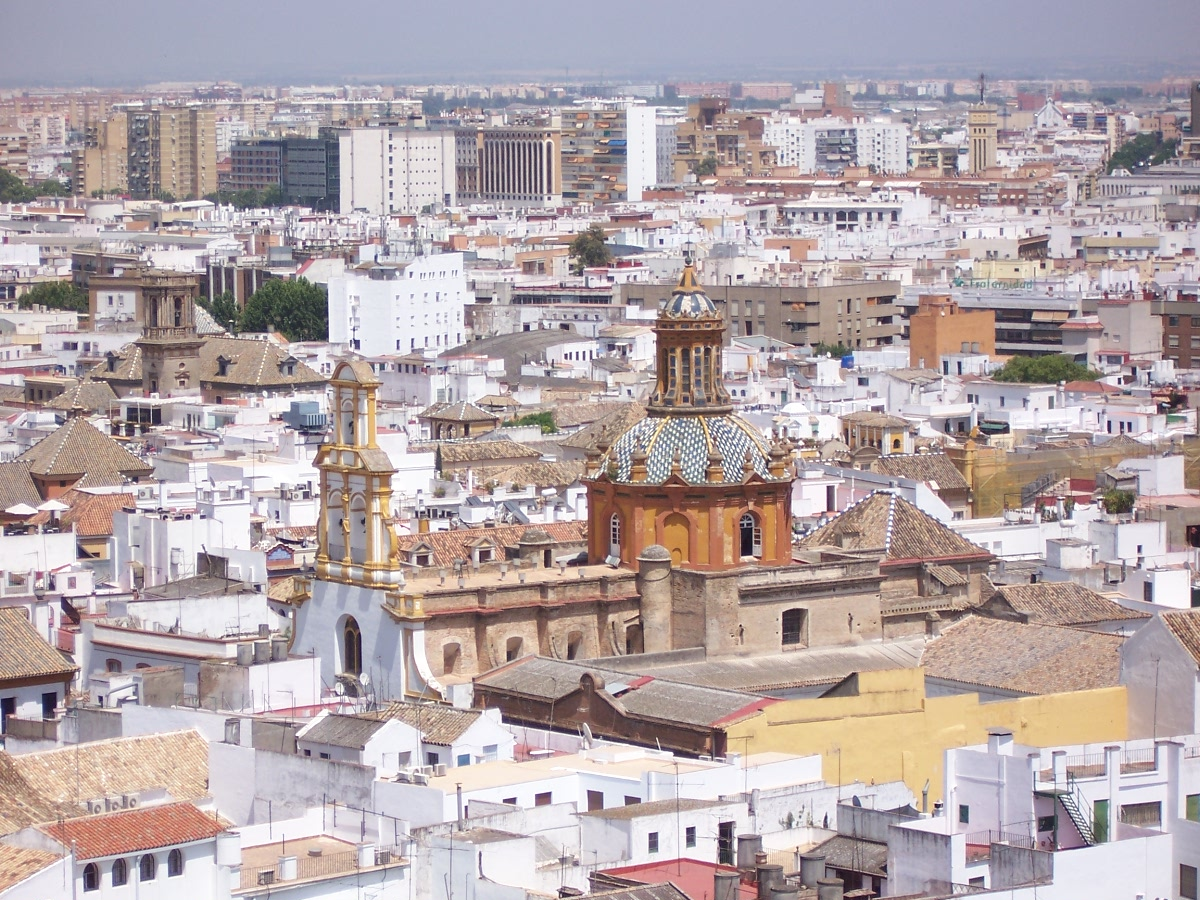
Église vue depuis la tour de la Giralda.

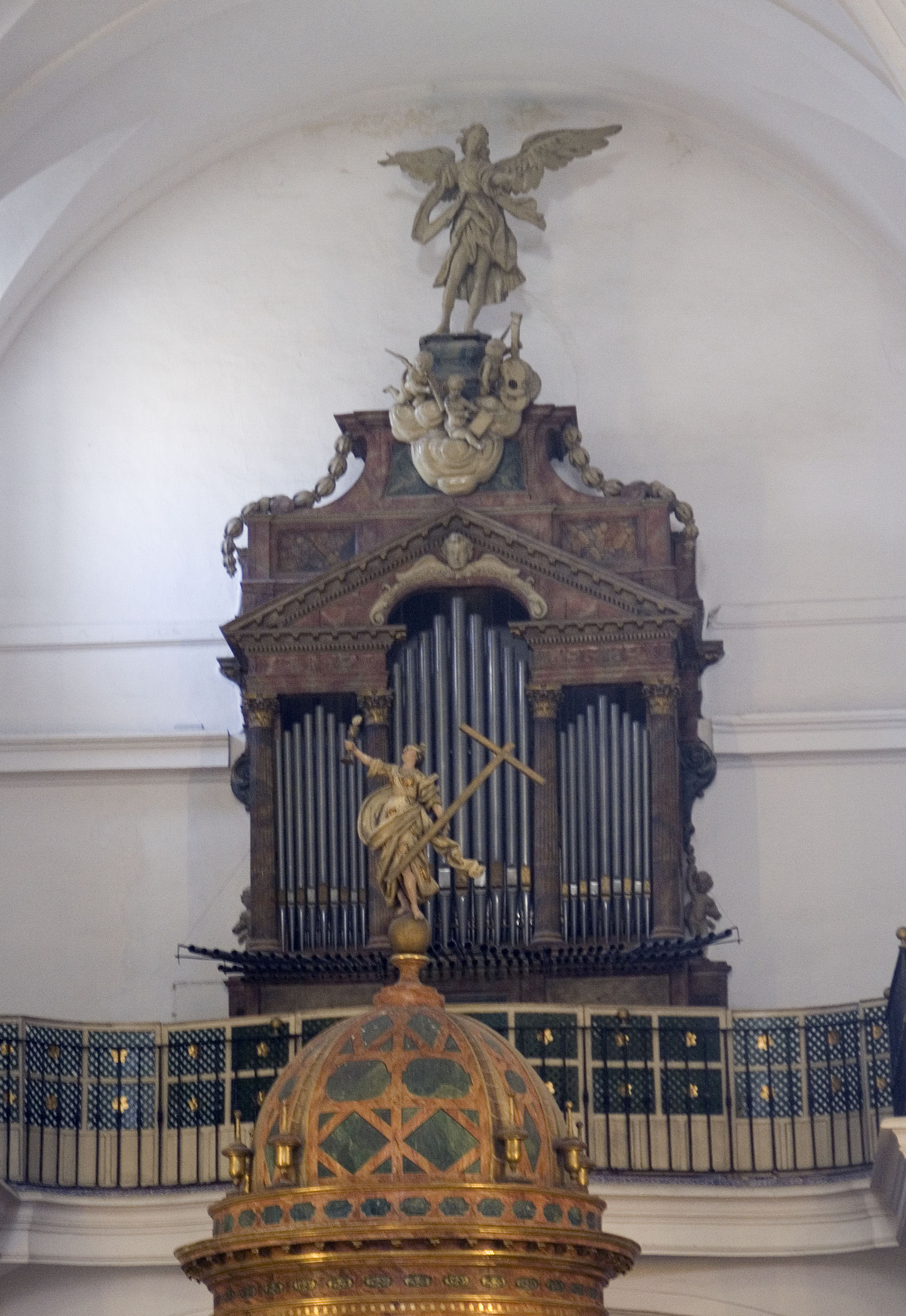
Orgue baroque.

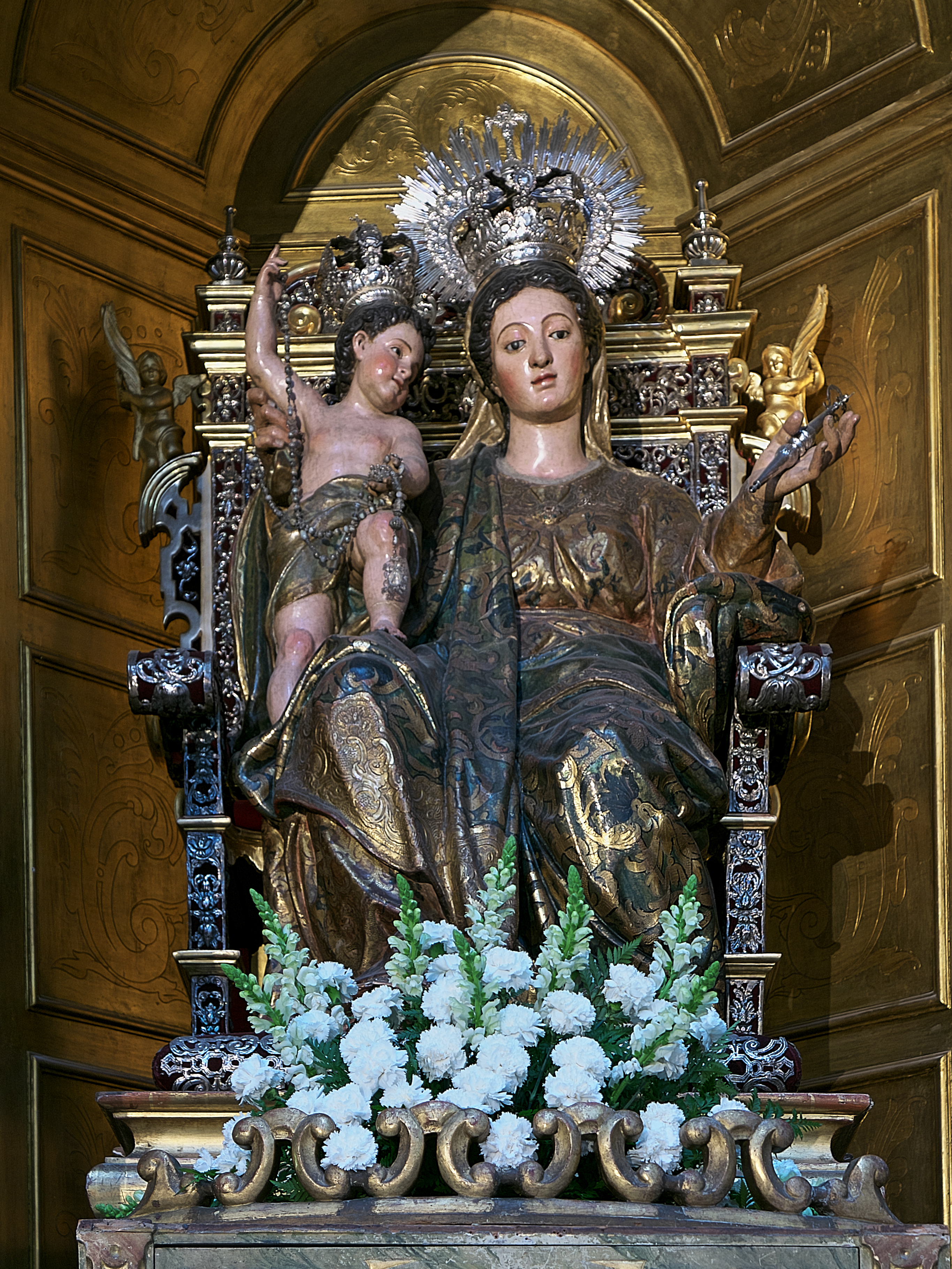
Notre Dame de la Paix, Jerónimo Hernández